# You and I Are Polar Opposites
You and I Are Polar Opposites (正反対な君と僕, Seihantai na kimi to boku) est un shōnen manga de Kōcha Agasawa, prépublié dans le magazine en ligne Shōnen Jump+ depuis mai 2022 et publié par l'éditeur Shūeisha avec un premier volume relié sorti le 4 juillet 2022.

## Synopsis
Miyu Suzuki et Yusuke Tani sont deux lycéens aux antipodes l'un de l'autre - Suzuki est une fille énergique et extravertie qui a tendance à suivre la foule, même lorsqu'elle n'en a pas envie, tandis que Tani est un garçon calme et introverti qui dit franchement ce qu'il pense. Pour cette raison, Suzuki tombe amoureuse de Tani, mais est incapable de vraiment lui faire connaître ses sentiments. La série suit Suzuki et Tani dans leur relation en développement, ainsi que leurs amis et leurs propres problèmes.

## Médias

### Manga
Écrit et illustré par Kōcha Agasawa, You and I Are Polar Opposites est initialement un one-shot publié sur le site web Shōnen Jump+ de Shūeisha le 7 janvier 2021. La prépublication de la série commence sur le même site le 2 mai 2022. Le premier volume tankōbon sort le 4 juillet 2022.
En juin 2022, Shūeisha commence à publier la série en anglais sur son site web et son application Manga Plus. En octobre 2023, VIZ Media annonce avoir obtenu la licence pour la publication en anglais de la série.

#### Liste des volumes
| no | Japonais        | Japonais          |
| no | Date de sortie  | ISBN              |
| -- | --------------- | ----------------- |
| 1  | 4 juillet 2022  | 978-4-08-883125-1 |
| 2  | 4 octobre 2022  | 978-4-08-883275-3 |
| 3  | 3 mars 2023     | 978-4-08-883395-8 |
| 4  | 4 juillet 2023  | 978-4-08-883630-0 |
| 5  | 2 novembre 2023 | 978-4-08-883697-3 |

### Roman
Un roman écrit par Shunto Saiba, intitulé You and I Are Polar Opposites: Sunny & Rainy, est publié au Japon le 2 novembre 2023. Il raconte les événements d'une seule journée du point de vue de trois groupes,.

## Réception
En 2022, You and I Are Polar Opposites est nommé aux Next Manga Awards dans la catégorie Web Manga et se classe deuxième sur 50 nommés. Il se classe 34e sur la liste « Livre de l'année » 2022 du magazine Da Vinci. La série se classe neuvième de l'édition 2023 de Kono Manga ga sugoi! de la liste des meilleurs mangas pour lecteurs masculins, à égalité avec Midori no Uta : Shūshū Gunfū. La série se classe troisième du 16e grand prix du manga, à égalité avec Hoshi dans le jardin des filles. La série se classée douzième dans la liste des bandes dessinées recommandées par les employés de la librairie nationale de 2023. La série se classe sixième du Tsutaya Comic Award (en) 2023.
Louis Kemner de Comic Book Resources compare positivement la série à Sexy Cosplay Doll, notant les similitudes dans la chimie des personnages principaux et l'utilisation dans l'histoire du paradigme romantique « les contraires s'attirent ».